# Enajenación (derecho)

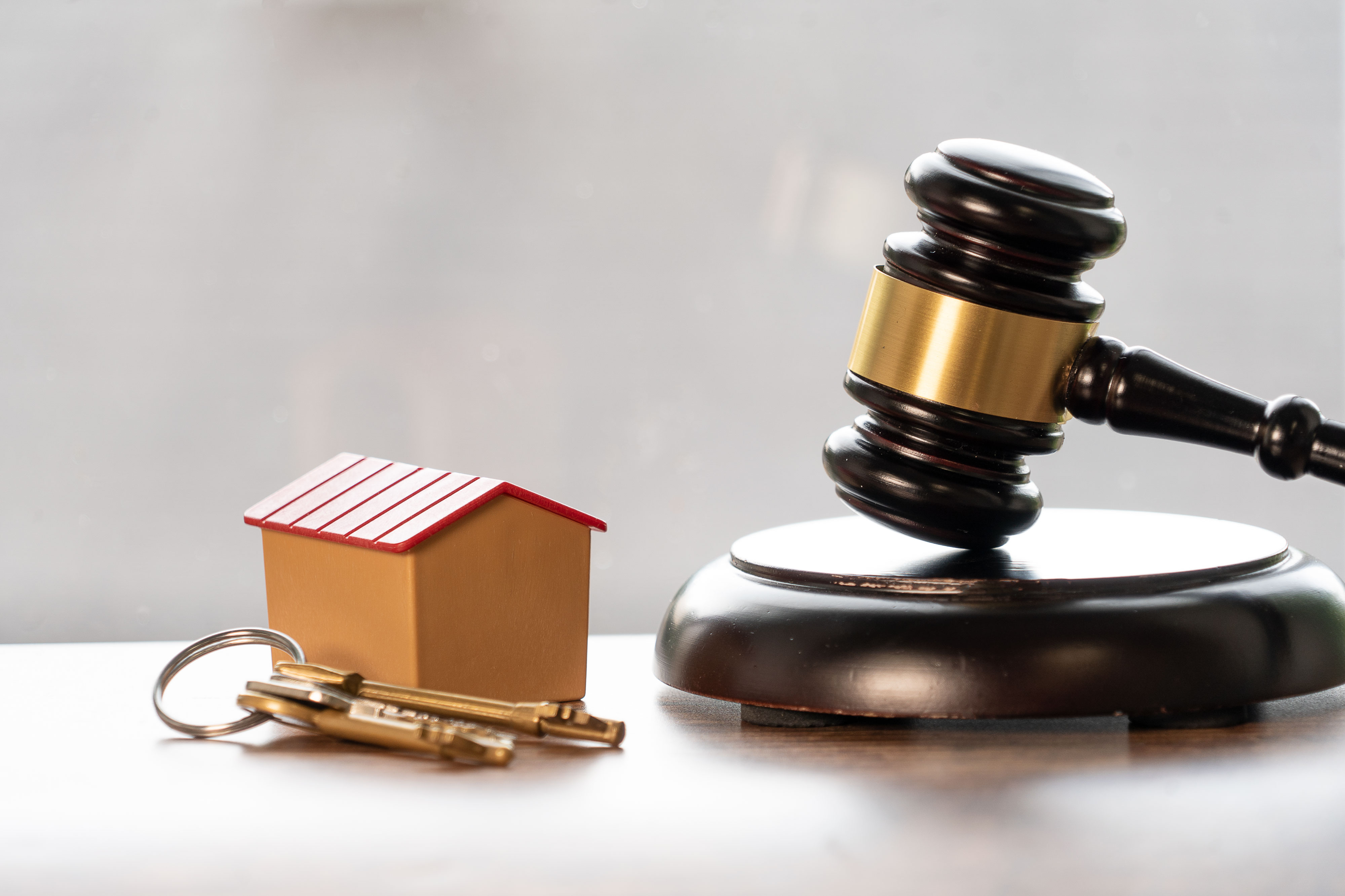
Representación del proceso de enajenación de un bien inmueble.

En un sentido jurídico, desde el punto de vista del derecho civil, la enajenación implica la transferencia del derecho real de dominio de un patrimonio a otro.  La voz enajenación puede ser usada en un modo amplio o en un modo estricto. En un sentido amplio, enajenación implica la transferencia del dominio o cualquier otro derecho real entre dos patrimonios. Mientras que en un sentido estricto, la enajenación se refiere sólo al derecho real de dominio y no a los demás.
La enajenación es la consecuencia jurídica de una obligación de dar, que es precisamente aquella que busca transferir el dominio o constituir un derecho real en su favor.
Con todo, la enajenación puede afectar a cosa entera o a una parte de la misma si es materialmente divisible sin desaparición de su utilidad (sine damno) y siempre y cuando el disponente sea titular único del derecho.
Así, si Juan vende su automóvil a Pedro, lo está enajenando en un sentido estricto y amplio a su vez, pues transfiere el derecho de dominio que existe sobre el automóvil desde el patrimonio de Juan al de Pedro. Por el contrario, si Juan constituye un derecho real de prenda sobre el automóvil en favor de Pedro, para garantizar una deuda que tiene frente a él, está enajenando la cosa pero en sentido amplio.
Aquella distinción es importante en lo relativo a prohibiciones de enajenar y demás garantías que se pueden constituir. Asimismo, importa pues la facultad de disposición es uno de los elementos esenciales del dominio, y algunos han planteado que es inaceptable la permanencia de aquel derecho si se suprime esta facultad.
Por otra parte, el término enajenación, desde el punto de vista del derecho penal, hace referencia a la pérdida de los sentidos por motivos de un miedo insuperable, ira y/o intenso dolor.